# Labochilus orientalis
Labochilus orientalis är en stekelart som beskrevs av Gusenleitner 2001. Labochilus orientalis ingår i släktet Labochilus och familjen Eumenidae. Inga underarter finns listade i Catalogue of Life.